# Nenad Tomović
Nenad Tomović (en serbe en écriture cyrillique : Ненад Томовић), né le 30 août 1987 à Kragujevac en Yougoslavie (auj. en Serbie), est un footballeur international serbe, évoluant au poste de défenseur central à l'AEK Larnaca.

## Biographie
Nenad Tomović joue pour l'ACF Fiorentina entre 2012 et 2017. Sous le maillot de la Viola, il est notamment entraîné par Vincenzo Montella, Paulo Sousa ou encore Stefano Pioli.
Évoluant au poste de défenseur central ou de latéral droit, il a joué de nombreux matchs dans une défense à trois sous les ordres de Montella et de Sousa.
Durant l'été 2016, il entame sa quatrième saison avec la Fiorentina. Cette fidélité au club fait partie des différents facteurs qui lui permettent d'être le capitaine de l'équipe lors de différents matchs.
Tomović se distingue par son jeu simple et ses passes vers son coéquipier Ciprian Tătărușanu. Doté du sens du but, il marque le but du 3-0 lors d'un Fiorentina-Inter avec Montella.
Tomović compte 22 sélections avec l'équipe de Serbie entre 2008 et 2015.